# 赴戦嶺駅
赴戦嶺駅（プジョンリョンえき、朝鮮語: 부전령역）は、朝鮮民主主義人民共和国咸鏡南道赴戦郡にある駅で、新興線に属する。 

## 隣の駅
新興線
松興駅 - 赴戦嶺駅 - 咸地院駅